# Kärlekens törst
Kärlekens törst: En mässa är en live-CD från år 2000 av rockgruppen Eldkvarn. 
Albumet Kärlekens törst är inspelat vid en mässa med samma namn i Annedalskyrkan i Göteborg den 16 juni 2000. Låtarna, som kommer från olika Eldkvarn-album, valdes av musikern Valle Erling och prästen Mikael Ringlander. Skivan är utgiven av Zebra Art Records och blev den första av tre liveskivor som Eldkvarn spelade in i samma kyrka. 

## Låtlista
Alla låtar är skrivna och komponerade av Plura Jonsson om inget annat anges. 
| Nr | Titel                      | Kompositör | Ursprungligt album      | Längd |
| -- | -------------------------- | ---------- | ----------------------- | ----- |
| 1. | In från regnet             |            | Sånger från Nedergården | 5:34  |
| 2. | Vill inte förlora igen     |            | Himmelska dagar         | 4:32  |
| 3. | Som om du var här          |            | Limbo                   | 3:58  |
| 4. | Nådens hand                |            | Limbo                   | 4:31  |
| 5. | Kärlekens tunga            |            | Kungarna från Broadway  | 5:39  |
| 6. | Ett hus på stranden        |            | Utanför lagen           | 4:44  |
| 7. | Nånting måste gå sönder    |            | Lyckliga tider          | 10:19 |
| 8. | Ikväll stannar jag hos dig |            | Sånger från Nedergården | 4:54  |
| 9. | Limbo                      |            | Limbo+                  | 4:43  |